# Adam Huber
Adam Huber (Hollidaysburg, 8 maggio 1987) è un attore statunitense.

## Carriera
E' noto per aver interpretato Liam Ridley nella serie televisiva Dynasty. Grazie a questo ruolo è stato nominato ai Teen Choice Awards del 2019.

## Vita privata
E' fidanzato dal 2021 con la influencer Rachel Rigler.

## Filmografia

### Cinema
- Book Club - Tutto può succedere (Book Club), regia di Bill Holderman (2018)

### Televisione
- Unforgettable - serie TV, episodio 1x13 (2012)
- New Girl - serie TV, episodio 4x09 (2014)
- Animal Kingdom - serie TV, episodio 1x05 (2016)
- The Good Place - serie TV, episodio 1x02 (2016)
- Mary + Jane - serie TV, episodio 1x03 (2016)
- Generations - serie TV, 5 episodi (2017-2018)
- Dynasty - serie TV, 84 episodi (2018-2021)
- Un assassino in casa (The Boarder), regia di Rob Schmidt - film TV (2018)
- Sorvegliati in casa (Nanny Surveillance), regia di Olumide Odebunmi - film TV (2018)
- Chicago Med - serie TV, episodio 9x04 (2024)
- NCIS: Origins - serie TV, 5 episodi (2025)

## Doppiatori italiani
Nelle versioni in italiano delle opere in cui ha recitato, Adam Huber è stato doppiato da:
- Marco Giansante in Animal Kingdom
- Dimitri Winter in The Good Place
- Massimiliano Alto in Dynasty
- Paolo Vivio in NCIS: Origins